# Aradophagus fasciatus
Aradophagus fasciatus is een vliesvleugelig insect uit de familie van de Scelionidae. De wetenschappelijke naam van de soort is voor het eerst geldig gepubliceerd in 1893 door Ashmead.